# Hypnum bifarium
Hypnum bifarium là một loài Rêu trong họ Hypnaceae. Loài này được Hook. mô tả khoa học đầu tiên năm 1818.